# (11577) Einasto
(11577) Einasto és un petit asteroide del cinturó d'asteroides descobert el 8 febrer del 1994 per l'astrònom belga Eric Walter Elst d'una observació de l'Observatori La Silla de Xile.
Va ser nomenat en honor de l'astrofísic estonià Jaan Einasto, un pioner en l'estudi de la matèria fosca en l'univers el 1974, i va que obtenir l'estructura cel-regular a la distribució a gran escala dels supercúmuls de galàxies el 1977. Científic actiu, va escriure més de 250 articles.